# Hypoponera ragusai
Hypoponera ragusai es una especie de hormiga del género Hypoponera, subfamilia Ponerinae. 

## Subespecies
- Hypoponera ragusai bulawayensis
- Hypoponera ragusai ragusai
- Hypoponera ragusai santschii
- Hypoponera ragusai sordida

## Distribución
Esta especie se encuentra en Argelia, Etiopía, Ghana, Costa de Marfil, Macaronesia, Seychelles, Sudáfrica, Zimbabue, Estados Unidos, India, Israel, Omán, Sri Lanka, Taiwán, Francia, Italia, España y Nueva Caledonia.